# Arthur Hubert Terry
Arthur Hubert Terry (York, Anglaterra 17 de febrer de 1927 - Colchester, Essex 24 de gener de 2004) fou un filòleg, crític i traductor anglès gran coneixedor de la literatura catalana, i un dels màxims especialistes de l'obra de Joan Maragall.

## Biografia
Terry nasqué a York el 1927 i estudià a l'escola Saint Peter de la mateixa ciutat.
El 1947 es llicencià en filologia a la Universitat de Cambridge, on fou deixeble de J. B.Trend. Vingué per primera vegada a Barcelona el 1949 mitjançant una borsa, impulsada per Batista i Roca, que li havia fet conèixer la cultura catalana, per mor d'estudiar el monasticisme català primerenc. Fou en aquesta època quan establí contacte amb escriptors i intel·lectuals de la seva generació i de la generació anterior i col·laborà en revistes com Ariel. Del 1950 al 1972 ensenyà llengües i literatures hispàniques a la Queen's University de Belfast, on fou catedràtic el 1962-1973. A Belfast establí relacions amb el Grup d'Escriptors de Belfast (Belfast Writer's Group), fundat el 1963, amb intel·lectuals com Philip Hobsbaum, Seamus Heaney i Michael Longley. Fou nomenat catedràtic de literatura a la Universitat d'Essex el 1973 on restà fins a la seva jubilació (1994).

## Obra
El 1976 va editar una antologia de poemes d'Ausiàs March amb traduccions angleses i coordinà una sèrie d'assaigs sobre Tirant lo Blanc. Fou una autoritat en poesia catalana moderna, i també en poesia castellana (cal destacar l'estudi de Campos de Castilla, d'Antonio Machado el 1973). Cal destacar també les traduccions de Joan Brossa i Gabriel Ferrater.
Ha estat membre del consell de redacció de nombroses revistes i publicà regularment col·laboracions al suplement literari del The Times, on donà a conèixer autors catalans i espanyols.

## Càrrecs i distincions
Fou cofundador i president de l'Anglo-Catalan Society del 1962 al 1965 i president de l'Associació Internacional de Llengua i Literatura Catalanes del 1982 al 1988. Fou secretari (1980-1985) i president (1986-1992) de la British Comparative Literature Association. Ha rebut el Premi Bonay i Carbó de l'IEC (1966) i el Premi Catalonia d'Òmnium Cultural (1970). El 1982 va rebre la Creu de Sant Jordi, el 1995 li fou atorgat el Premi Internacional Ramon Llull i el 2001 el premi Crítica Serra d'Or de catalanística.
El 1992 fou nomenat membre corresponent de la Secció Filològica de l'Institut d'Estudis Catalans.
Se li han dedicat dues miscel·lànies: Word in Time: Poetry, Narrative, Translation (1997 publicada per la Universitat d'Essex i la British Comparative Literature Association, amb motiu del seu 70è aniversari) i quatre volums publicats entre 1997 i 2000 per l'Associació Internacional de Llengua i Literatura Catalanes.

## Obres
- La poesia de Joan Maragall (1963)
- An Anthology of Spanish Poetry 1500-1700 (1968)
- Catalan Literature (1972)
- Sobre poesia catalana contemporània: Riba, Foix, Espriu (1985)
- Quatre poetes catalans. Ferrater, Brossa, Gimferrer, Xirau (1992)
- Modern Catalan Poetry: A European Perspective (1991)
- Seventeenth-century Spanish Poetry (1993)
- Readings of J.V. Foix: An Anthology (1998)
- Three Fifteenth-century Valencian Poets (2000)
- La idea del lenguaje en la poesía española: Crespo Sánchez Robayna y Valente (2002)
- A Companion to Catalan Literature (2003)